# József Attila-lakótelep (Budapest)
A József Attila-lakótelep (rövidítve: JALT) Budapest egyik városrésze, lakótelepe a IX. kerületben.

## Fekvése

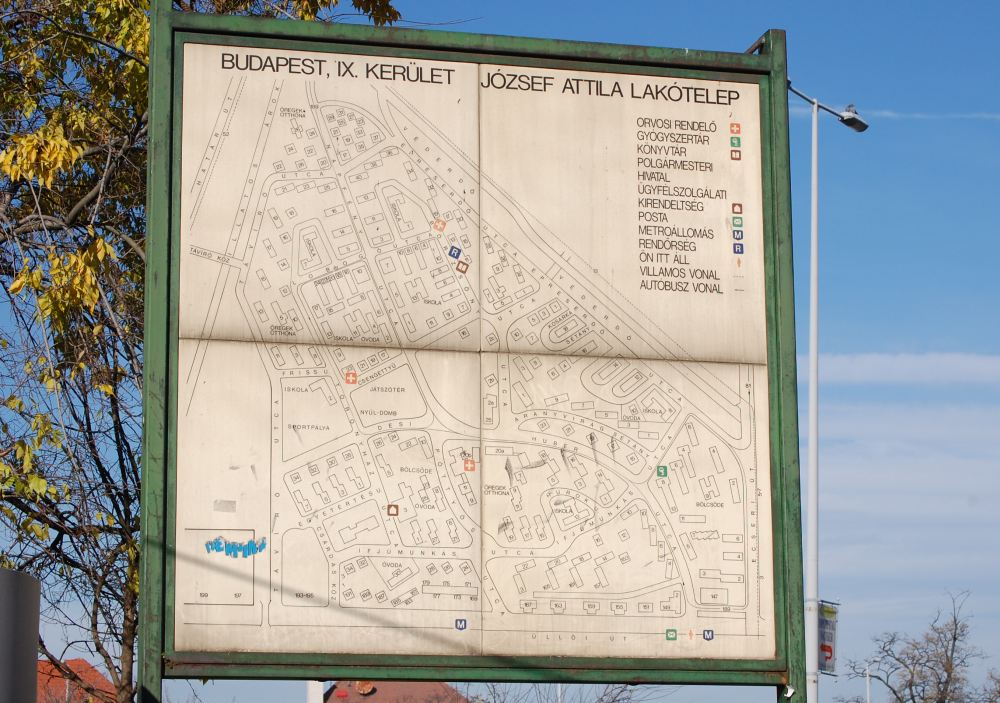
A lakótelep térképe az Ecseri úti metróállomásnál

Határai: Üllői út az Ecseri úttól – Határ út – az M5-ös autópálya bekötőútja – Epreserdő út – Ecseri út az Üllői útig.

## Története

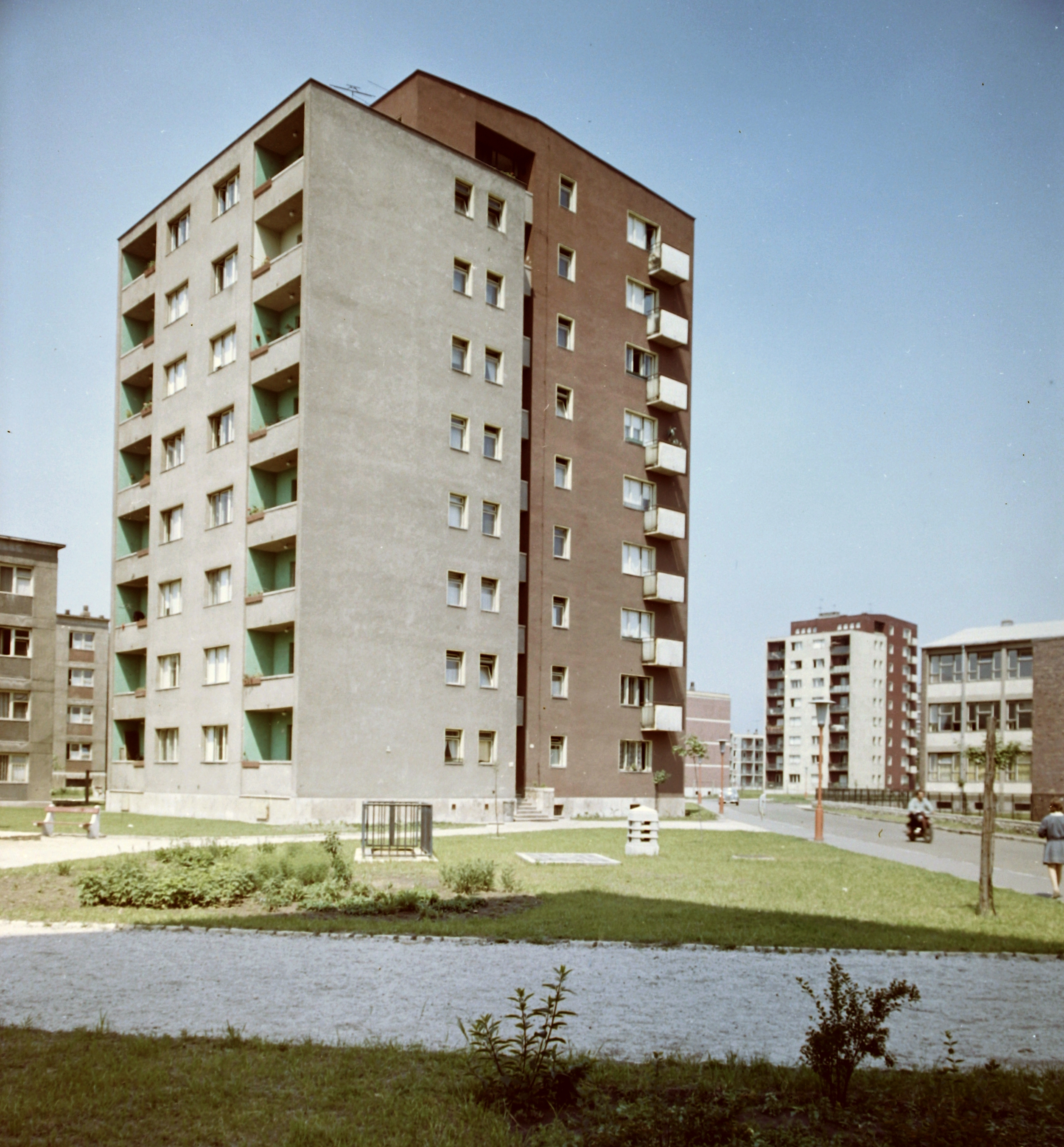
Toronyház a Hurok utcában

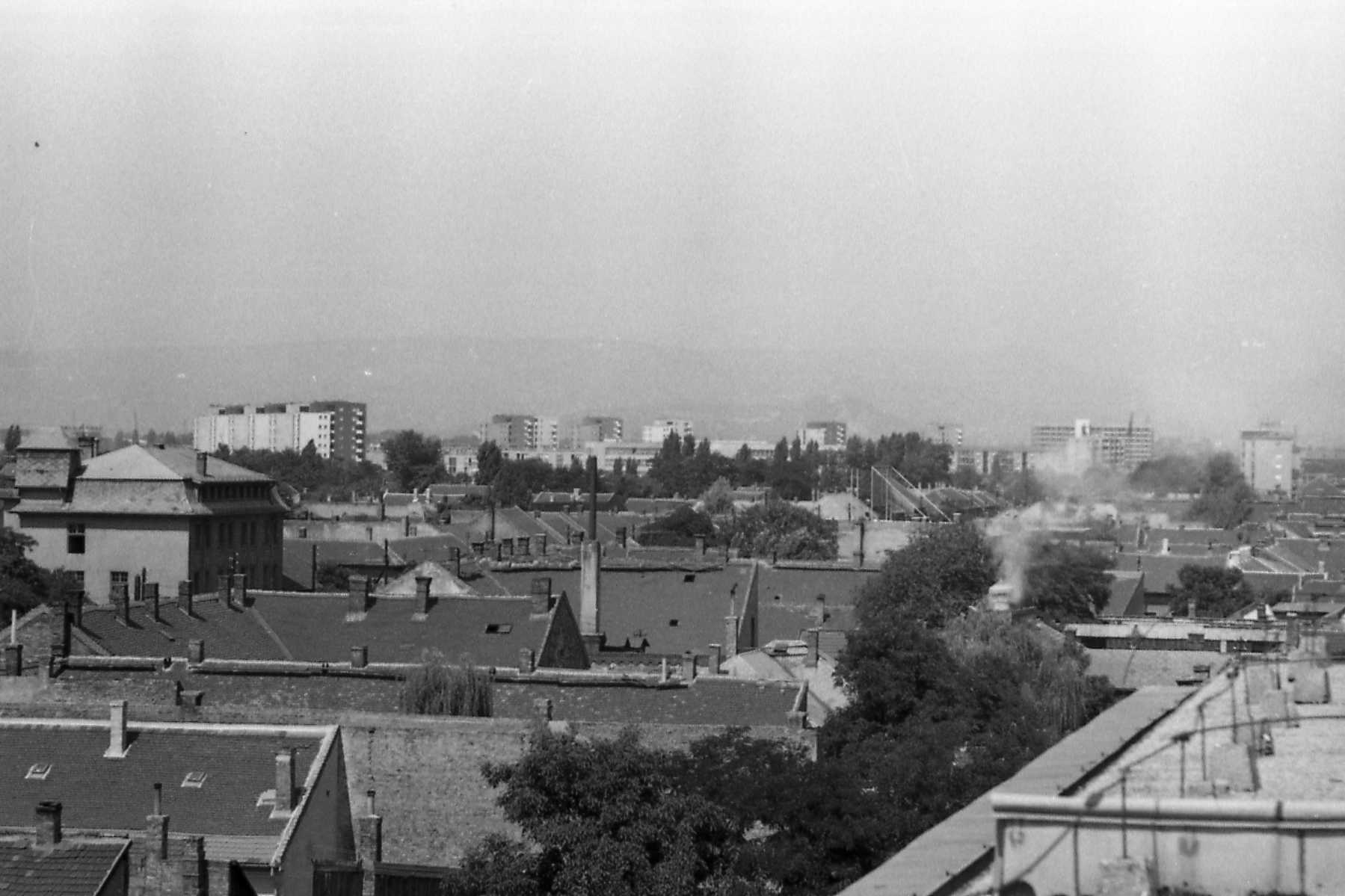
A telep építése Kispest felől nézve

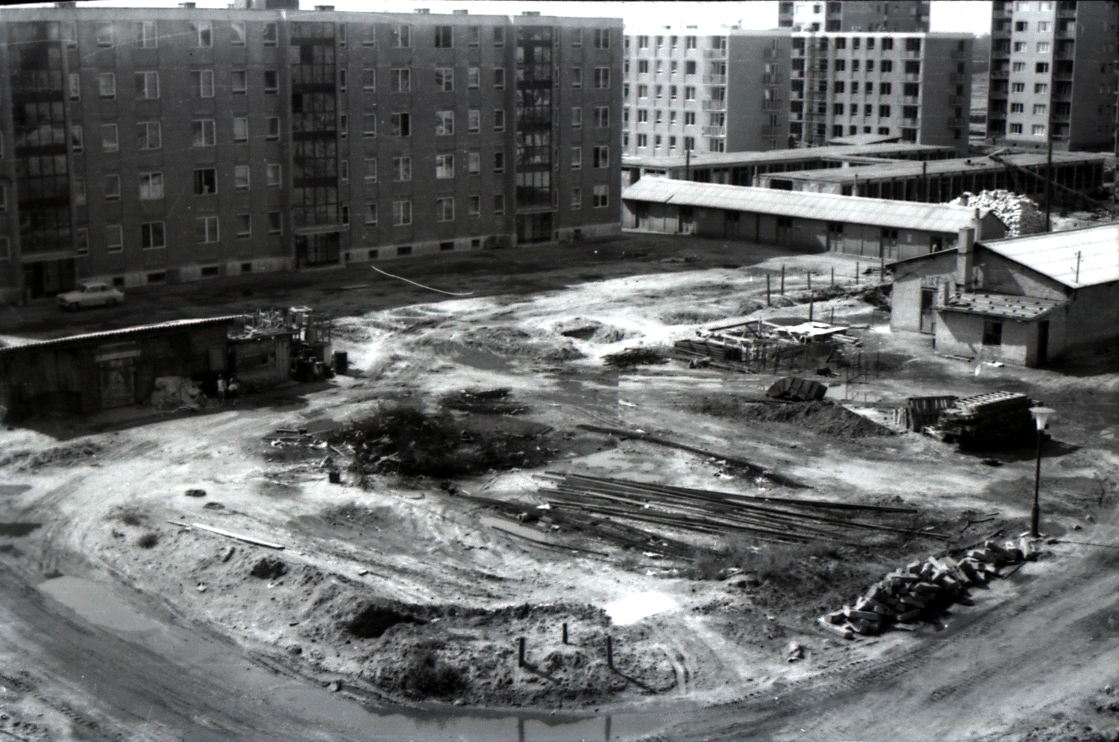
Az Ezüst Sirály étterem építése

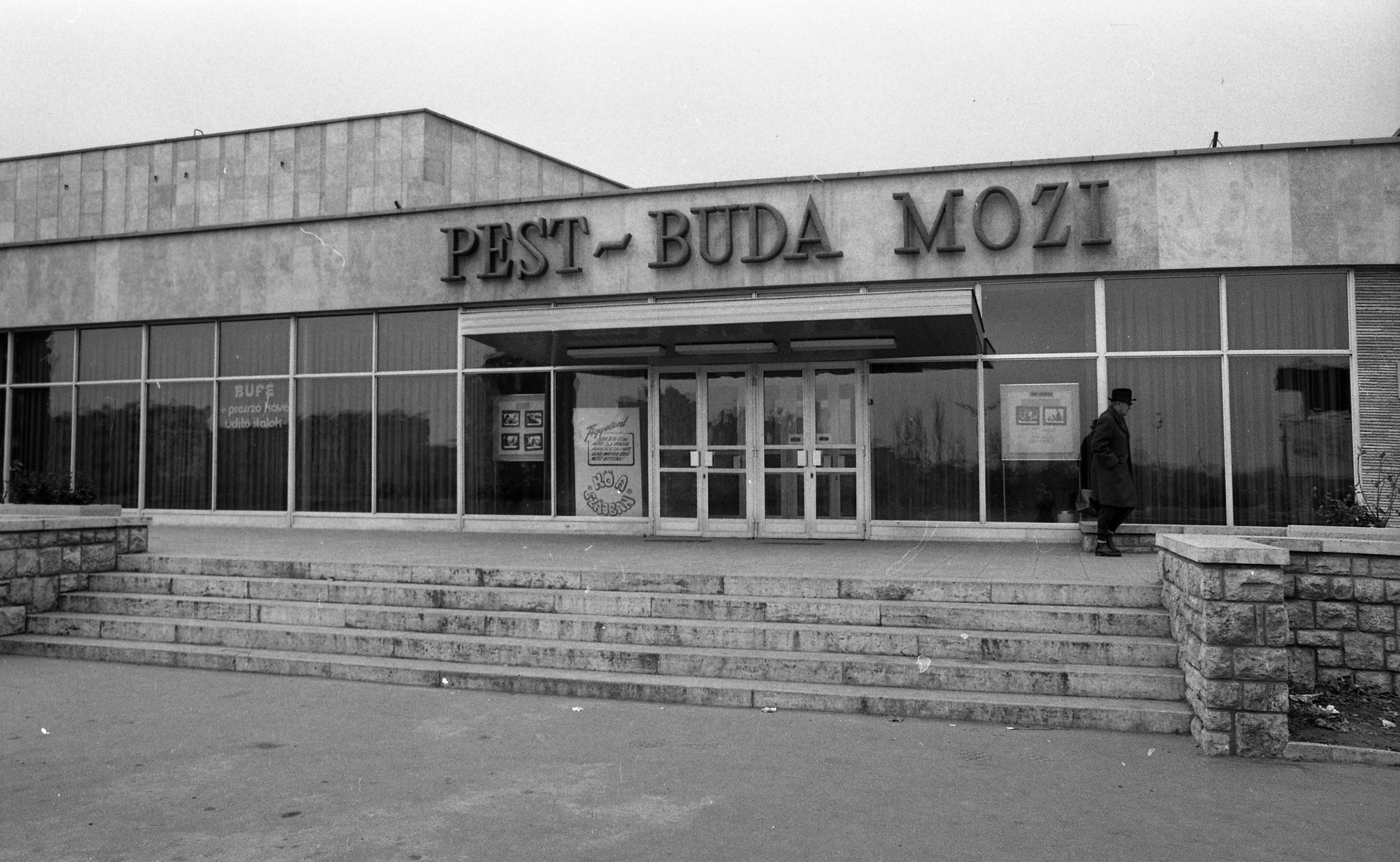
Az 1973-ban megnyílt Pest-Buda mozi

A terület az 1840-es években a Lóversenydűlő nevet kapta, mivel gróf Széchenyi István kezdeményezésére itt tartották a lófuttatásokat. A 19. század végén katonai lőtér volt itt. Az első világháború során, 1915-ben kórházbarakkokat építettek, amelyeket a háború után szükséglakásokká alakítottak. Ez volt a Mária Valéria-telep. A soklakásos barakkokhoz házanként egy WC és egy zuhanyzó tartozott. 1940 és 1942 között félkomfortos lakásokat tartalmazó földszintes téglaházakat is építettek, azonban a minimálisan elfogadható körülményeket biztosító barakkok mellett egy romos viskókból és rozoga fabódékból álló nyomortelep is kialakult, ahová azok kerültek, akik a Mária Valéria alacsony lakbéreit sem tudták kifizetni.
A Mester Árpád által tervezett mai lakótelep több ütemben, 1957–1967 és 1979–1981 között ezeknek a nyomortelepeknek a felszámolása után, illetve azok helyén épült fel. Az utolsó periódusban bontották le az Üllői út mentén álló földszintes épületsorokat, köztük a Pöttyös utca sarkán álló kis kápolnát, majd az addig egységes építészeti stílust megtörve panelházakat húztak fel a helyükre. Abban az időszakban épült a Pöttyös utcában és a mozi mellett látható néhány tízemeletes épület is. A lakásokat rászorultsági alapon utalták ki. Az igénylés alapja a korábbi szűkös, túlzsúfolt, vagy leromlott állapotú lakás és a több gyermek volt. A házakon végig követhető a Kádár-korszak építőiparának a korabeli lakásínségre adott válaszaként a hazai tömeges lakótelep építés típusterveken alapuló technológiai fejlődése: az első téglablokkos és kohóhab-salakos szerkezetű épületekből kezdve a monoblokkosokon és a kísérleti nagypaneleseken át a tízemeletes panelházakig bezárólag. Az első lakó 1959-ben költözhetett be, majd 1961-ben az új városrész megkapta József Attila költő nevét. 1981-ig összesen 8500 lakás készült el.
A telep belső úthálózata által öt, egymástól elkülönülő lakókörzetre osztódik, amelyek mindegyikébe saját bölcsődét, óvodát, iskolát és üzletközpontot is építettek. Az 1960-as években épült fel az ország akkori legnagyobb ABC áruháza a Napfény és Lobogó utca sarkán (ma Spar áruház üzemel benne), valamint vele szemben az Ezüst Sirály, korabeli meghatározásában „vendéglátóipari kombinát”, amely cukrászdát, zenés-táncos eszpresszót, sörözőt, cigányzenés éttermet, műsoros pálmakertet is tartalmazott (itt ma Lidl diszkont található). 1973-ban adták át a Pest-Buda mozit (ma görög kultúrcentrum).
Közösségi és kultúrcélra szolgált a mai napig működő Dési Huber Művelődési Ház, iskolai rendezvények gyakori helyszíne volt az előadóteremmel is felszerelt Toronyház utcai akkori pártház.
A vendéglátást, valamint a közétkeztetési feladatokat az Ezüst Sirály, az étteremmel, eszpresszóval és terasszal rendelkező Attila, valamint az Üllői és Dési Huber utca sarkán található Torony bisztró szolgálta. Előbbi és az Attila étterem 1990 körül véglegesen átalakításra került, az Attila eszpresszó 2014-ig őrizte eredeti arculatát, míg teljes átépítésre nem került. A Torony sörözőként és önkiszolgáló étteremként 2012-ig működött.
A lakótelepen több orvosi rendelő, gyógyszertár mellett nagy méretű könyvtár, rendőrőrs, postahivatal, OTP-bankfiók, biztosító kirendeltség, továbbá a kor elvárásainak megfelelő mennyiségű üzlet és szolgáltatás is megtalálható volt. Fodrász, fényképész, iparcikk-kölcsönző, órajavító, ruhatisztító ugyanúgy elérhető volt, mint könyvesbolt, Röltex, papír-írószer, dohánybolt, hentes és zöldséges, de ezek legnagyobb része a rendszerváltozás után megszűnt, vagy profilt váltott, a manapság működő hasonló boltok helyileg sem azonosak a régiekkel. Az Üllői úti Toronyház keleti végében a Torony bisztró mellett Szivárvány áruház működött (kisebb vegyes iparcikk üzlet). Ennek megszűnése után éjjel-nappali élelmiszerbolt, bankfiók lett, majd az is megszűnt.
Az 1990-es évek folyamán a lakásokat töredékes áron megvásárolhatóvá tették, a bérházak társasházzá alakultak.

## Élelmiszer
A Napfény utcai nagy élelmiszerüzlet mellett négy kisebb is épült, ebből három a mai napig működik, a negyedikből 2015-ben konditerem lett. A lakótelep építésekor egy ideiglenes élelmiszerbolt működött a Friss és Toronyház utca akkor még nem elkészült sarkán, de a Lobogó utcai OTP fiók is élelmiszerüzlet volt a Napfény utcai nagy áruház átadásáig. Ez utóbbi a rendszerváltozás után Super Közért lett, majd annak megszűnte után Spar. Az egykori Ezüst Sirályból előbb papír és írószer diszkont, majd Lidl és több kis üzlet lett. Az Ecseri és Üllői út sarkán álló nagyobb épület bútoráruház és kisebb részben élelmiszerbolt volt, majd emeletet kapott, ezután a földszint Kaiser, majd Spar néven működött, illetve működik. A rendszerváltozás utáni években a lakótelepet ellepték az apró, a házak pincéjében és a gyerekkocsi tárolókban működő kis miniüzletek, de ezek szinte mindegyike mára bezárt.

## Közlekedés
Az M3-as metróvonal Nagyvárad tér–Kőbánya-Kispest közötti szakaszát 1980 márciusában adták át, a telep lakói az Ecseri úti és a Pöttyös utcai megállókat használják.
Villamos a lakótelepen sosem járt, de az Üllői úti villamosok (50-es, 42-es jelzésű járatok), valamint a Nagykőrösi úton kifelé haladó 51-es, az Örs vezér terétől a Gubacsi útig tartó 13-as villamos könnyen elérhető volt a lakók számára. A metró átadása után a Határ úttól befelé a Üllői úti villamosjáratok megszűntek, csak a 13-as helyett 2001 óta közlekedő 3-as villamos jár módosított útvonalon, erre a telepi lakók négy helyen tudnak felszállni az Ecseri út irányából, két helyen pedig a Határ úton. Az 52-es villamos pályája a Határ út mellett, az Üllői és Nagykőrösi út között 1980-ra készült el.
A lakótelep utcáinak leaszfaltozása után azonnal elindult a buszforgalom. A legfőbb járat a 39-es volt, mely 1973-ig járt a lakóteleptől a budai Dániel útig, bejárva a város jelentős részét. A másik járat a „J”, illetve 81-es busz volt, mely 1976 szilveszteréig a lakótelep és a Madách tér között járt. A metró 1980-as átadása után az Ecseri útig közlekedő feltáró-ráhordójárat lett, de ezután is több módosításon esett át, jelenleg 181-es járatként üzemel a Távíró utcai körforgalom és az Aszódi utca között, mindkét irányban érintve az Ecseri úti metrómegállót, egy irányban pedig a volt Gyáli úti sorompónál lévő Merényi Gusztáv kórházat.
A Napfény utca eredetileg két külön, egymástól elválasztott sávval rendelkezett, párhuzamos parkolással. A jelenlegi egybefüggő sávokat és a ferde parkolást 2001-ben alakították ki. A telep egészén 30 km/h sebességkorlátozást vezettek be.
A kezdeti időkben a Határ út és Ady Endre út sarkán állt egy kisebb benzinkút, majd annak megszűnése után a Napfény utcában felépült az új ÁFOR töltőállomás. Ez többszöri átépítés és bővítés után érte el a ma látható formáját.

## Vendéglátás
Eredetileg három vendéglátóhely működött, a Torony bisztró, az Attila étterem és presszó, és az Ezüst Sirály, melyben első osztályú étterem, sörözö, presszó, cukrászda, kerthelység is megtalálható volt. Eredeti formájában egyik hely sem maradt fent.
Jelenleg két melegkonyhás vendéglátóhely maradt, az Ifjúmunkás utcai La Corte pizzéria, ami az egykori iparcikk-kölcsönző helyén található, valamint a Szederinda étterem, ami a Torony bisztró helyén, a Dési Huber utca és az Üllői út sarkán működik.
Két nagyobb cukrászda volt a telepen, ezek az Attila presszó és az Ezüst Sirály presszó. Előbbi teljes átépítés után Tinódi pékség és cukrászda néven üzemel, utóbbi megszűnt. A Lobogó utcai fodrászat helyén nyílt Fahéj cukrászda szintén megszűnt. Az Ecseri úti metrómegállónál lévő pavilonokban kínai büfé, lángossütő, pizza-szeletes, minicukrászda, mini sörbár is volt, azonban az összeset bezárták és 2024-ben lebontották. Elszórva több kisebb hely működik, köztük gyros-sütő, pékbolt, minipresszó.

## Oktatás, egészségügy, kultúra

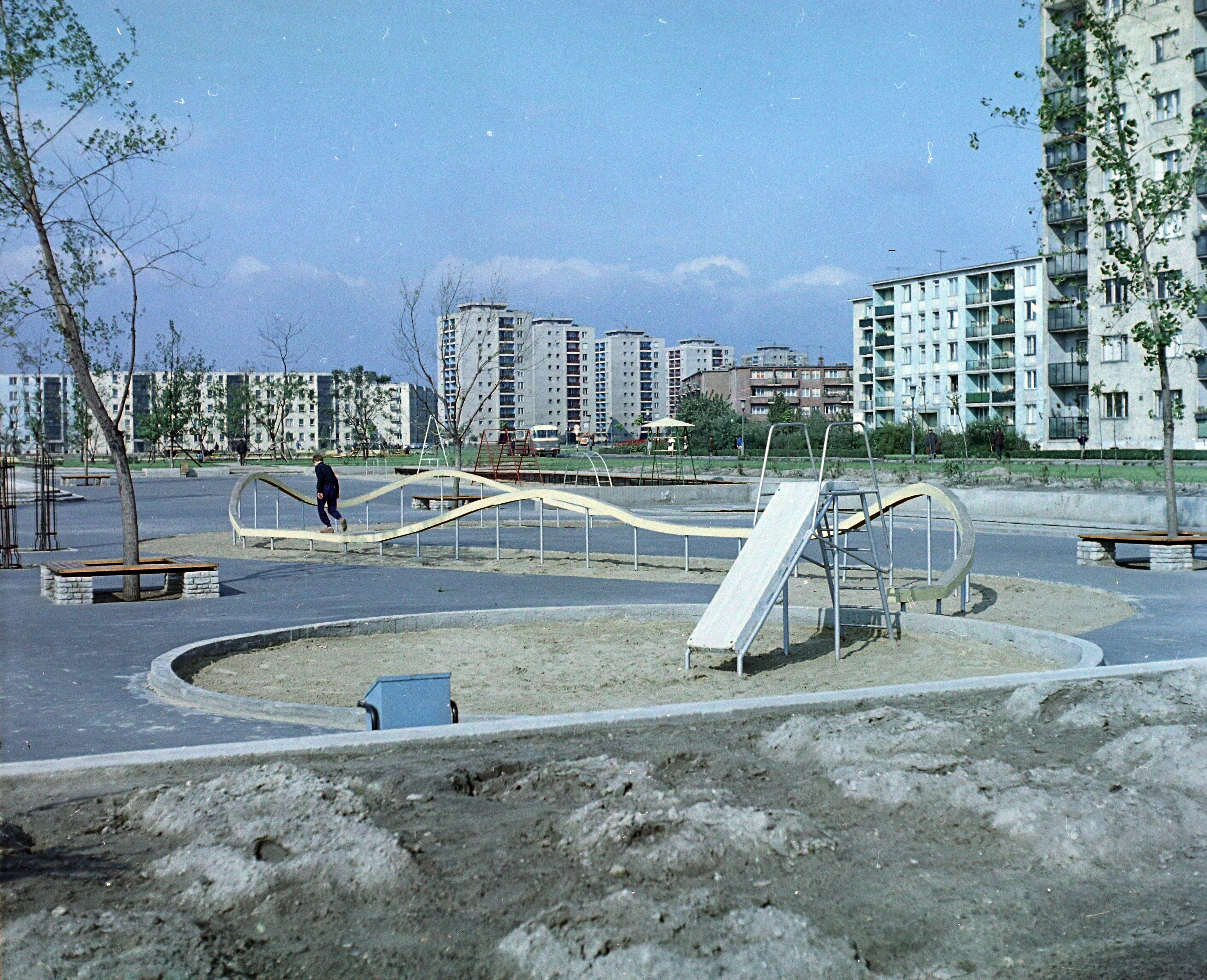
A Nagyjátszó a Dési Huber utca és a Csengettyű utca között

A lakótelep felépítése idején többnyire fiatal, több gyermekes családok költöztek be, ennek megfelelően több bölcsőde, óvoda, általános iskola is működött. A lakosság öregedése miatt ezek egy része megszűnt, vagy profilt váltott, az egyik egykori óvoda például nappali tartózkodó felügyeletre szoruló idős emberek számára. Ma három általános és négy középiskola található a telepen és itt tanulnak A Tan Kapuja Buddhista Főiskola hallgatói is.
A lakótelepiek számára több orvosi rendelő, gyermekorvosi rendelő, nőgyógyászati rendelő, valamint több gyógyszertár állt, ezek nagyobb része még működik. Szakorvosi rendelőintézet viszont nem volt, a hatvanas években a kispesti Ady Endre úti rendelőintézetbe kellett járni, amíg 1973-ban fel nem épült a Gyáli úti rendelőintézet, ahová a lakótelepről buszjáratot is indítottak rendelési időben. Ez az intézet a 2000 utáni években gyakorlatilag megszüntetésre került, azóta a telep lakói a távolabbi Mester utca és Drégely utca sarkán lévő IX. kerületi szakrendelőbe kénytelenek járni. Ehhez szintén indítottak közvetlen buszjáratot (281-es járatszámmal), de csak hétköznapokon, rendelési idő alatt közlekedik. Orvosi ügyelet a Haller utcában érhető el.
Közösségi célokat szolgál a Dési Huber Művelődési Ház, az előadótermes közösségi ház (egykori pártház), a görög kultúrcentrum (egykori Pest-Buda mozi). Nyaranta megtartják a lakótelepi napokat.

## A művészetekben
A lakótelep építésekor forgatta Keleti Márton a Hattyúdal című filmjét, amit 1963-ban mutattak be. A lakótelepen, annak építésekor játszódó történetben szereplő Villa Negra valójában két, a filmhez épített díszletház volt. A többször látható ház a Távíró utca kanyarulata mentén, a Kiserdő szélén volt felépítve, a film végi másik a Napfény utca és Távíró utca mai körforgalmától mintegy 50 méterrel kifelé volt. A filmbéli Kotyogó kocsma, majd eszpresszó a valóságban nem létezett, csak a film idejére felépített díszlet volt a Toronyház utca és Csengettyű utca sarkán.